# جافري (نيوهامشير)
جافري (بالإنجليزية: Jaffrey, New Hampshire)‏ هي بلدة أمريكية تقع في الولايات المتحدة في Cheshire County. يقدر عدد سكانها بـ 5,457 نسمة ومساحتها 103.7 كم2 وترتفع عن سطح البحر 302 متر.

## معرض صور

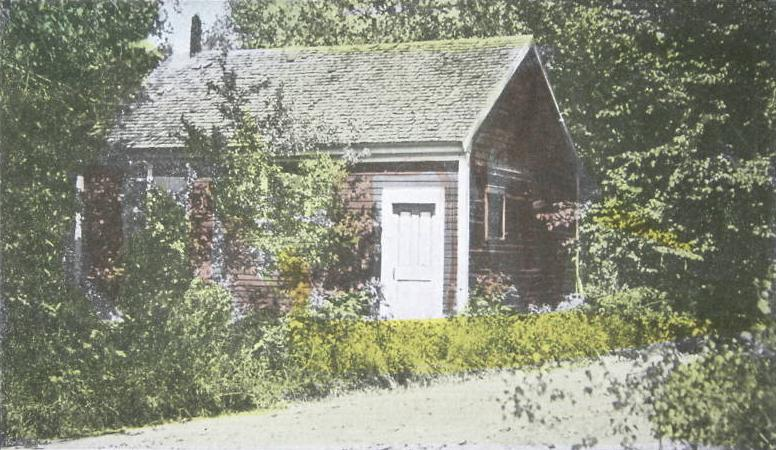
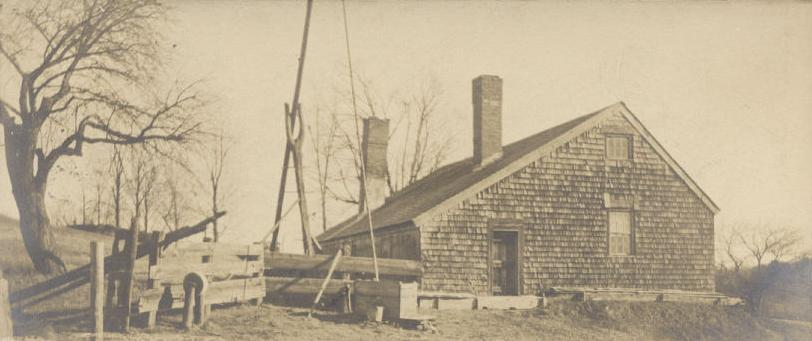
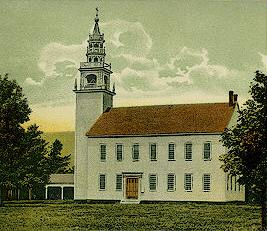
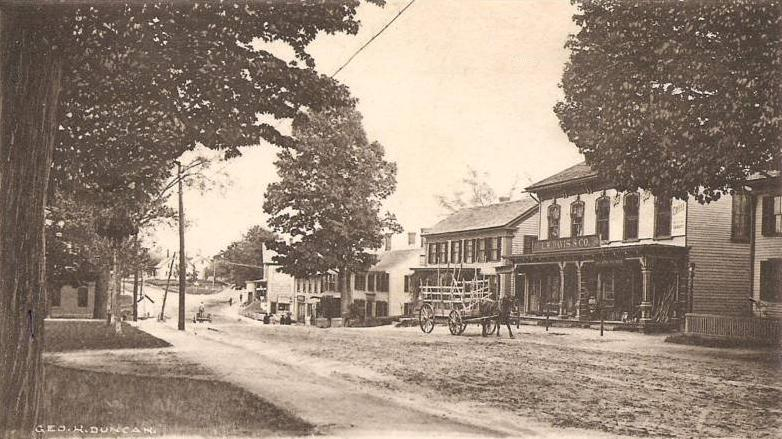